# Poniente (vânt)
Poniente (din spaniolă poner „a pune”, „a așeza”, unde soarele „se așează”, adică apune) este numele dat vântului de vest de pe coasta de sud a Spaniei și de nord a Marocului. Este opusul levantului, vântul de est, sau Tramontana/Terralul, vântul de nord cu influență de föhn.
Poniente este un vânt în general ușor pe coastele Atlanticului din sudul Spaniei și nordul Marocului, dar este mai rece în comparație cu levantul, deoarece vine de pe ocean. Cu toate acestea, pe coasta de est a Spaniei, poniente este perceput ca fiind mai cald decât pe coasta de vest, deoarece se încălzește pe măsură ce traversează Peninsula Iberică. Poniente suflă spre Mediterana între Sierra Nevada și Munții Atlas. Pe coasta Mediteranei, poniente apare ca un vânt cald și fierbinte vara, deoarece vine de pe Atlantic și atinge pământul, încălzindu-se din cauza climatului continental până când ajunge din nou coasta mediteraneeană.
Influența vântului poniente variază foarte mult. Sunt ani în care poniente suflă în cea mai mare parte și este înlocuit doar temporar de levante între iunie și august, și alți ani în care predomină mult vânt terestre în Levante sau pe Marea Mediterană, în special în jurul Malagăi.